# Acanthuroidei
Sous-ordre
Le sous-ordre des Acanthuroidei regroupe six familles de poissons de l'ordre des Acanthuriformes.

## Liste des familles
Selon World Register of Marine Species (4 mai 2016) :
- famille Acanthuridae Bonaparte, 1835 -- poissons-chirurgiens
- famille Ephippidae Bleeker, 1859 -- Platax et apparentés
- famille Luvaridae Gill, 1885
- famille Scatophagidae Gill, 1883
- famille Siganidae Richardson, 1837 -- poissons-lapins
- famille Zanclidae Bleeker, 1876 -- une espèce : l'idole des Maures

Selon Paleobiology Database (17 février 2019) :
- famille † Acanthonemidae Crowson, 1970[3]

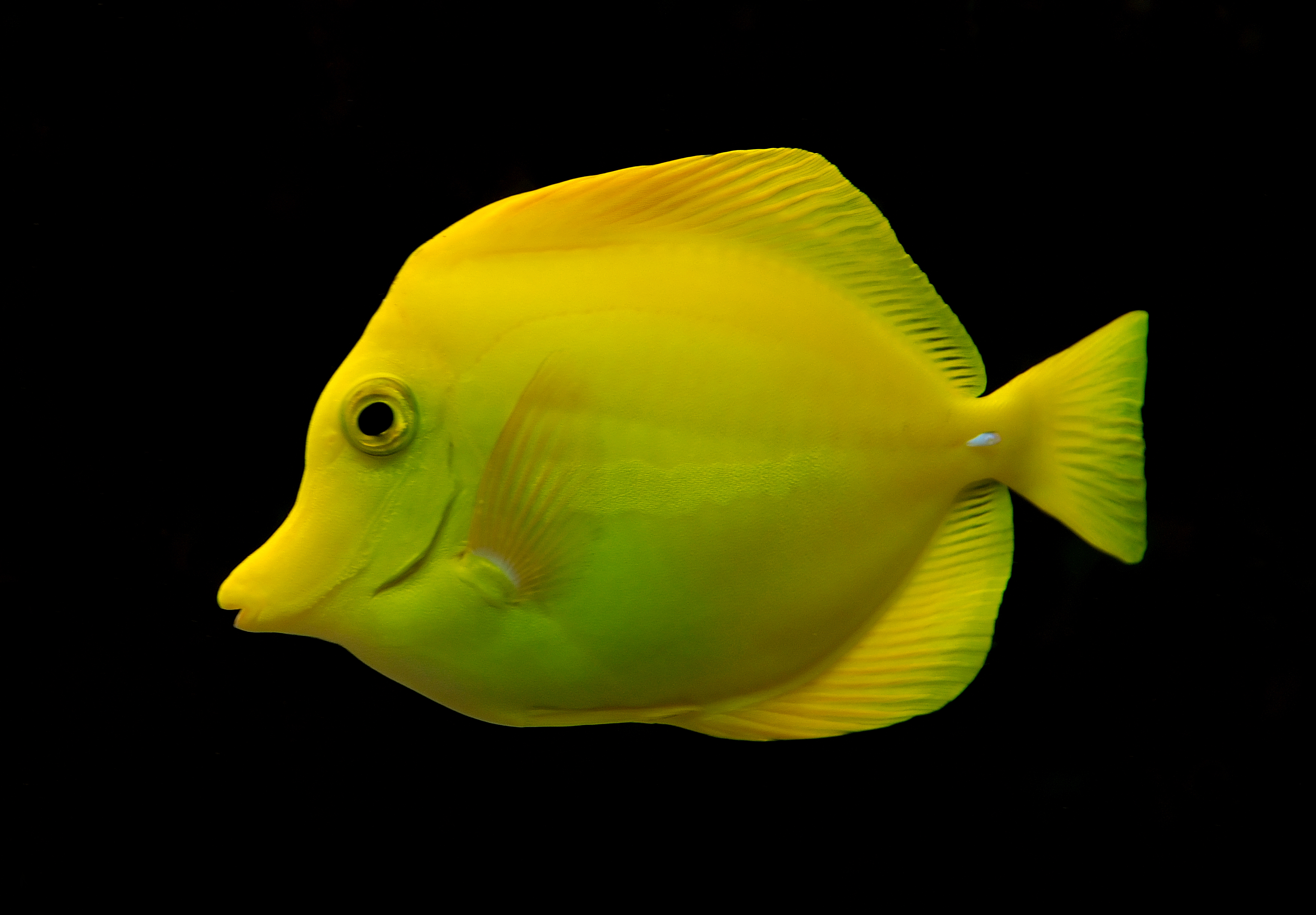
Zebrasoma flavescens (Acanthuridae)
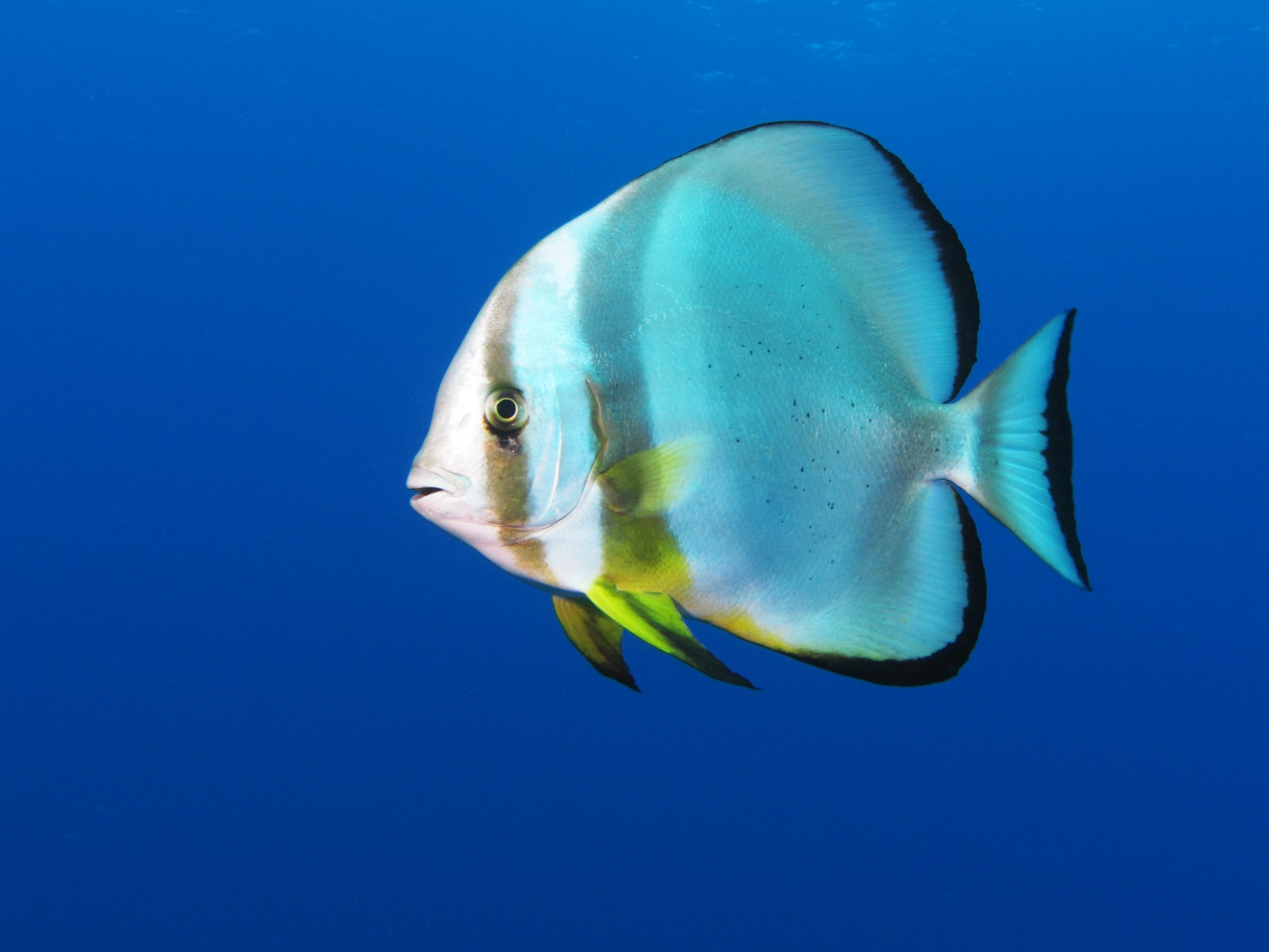
Platax orbicularis (Ephippidae)
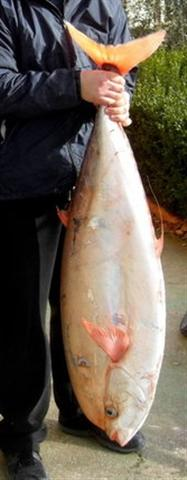
Luvarus imperialis (Luvaridae)
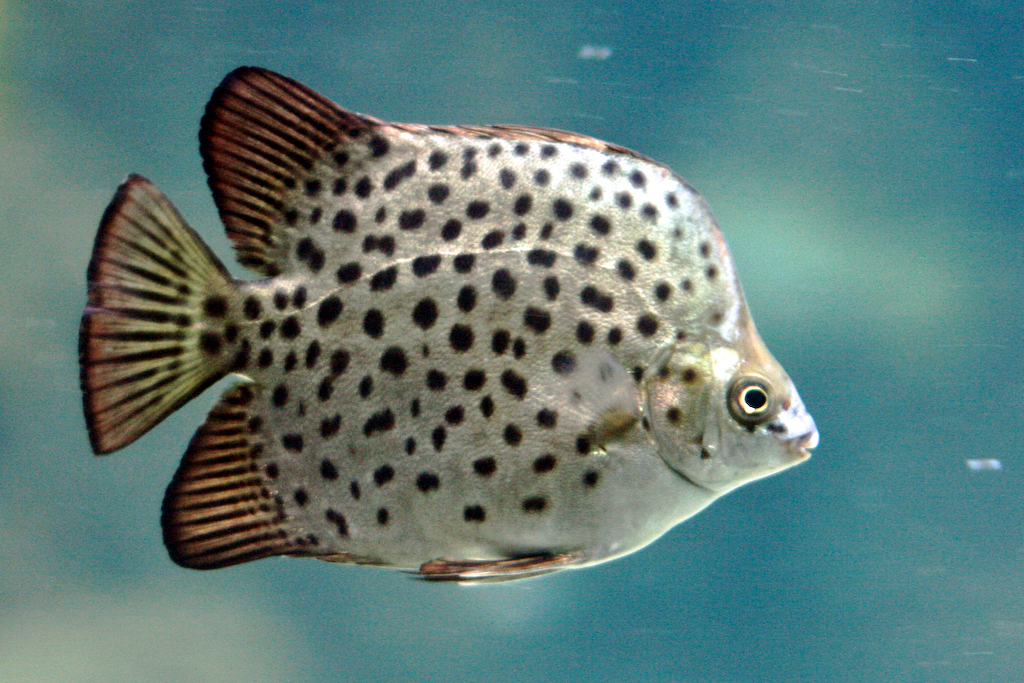
Scatophagus argus (Scatophagidae)
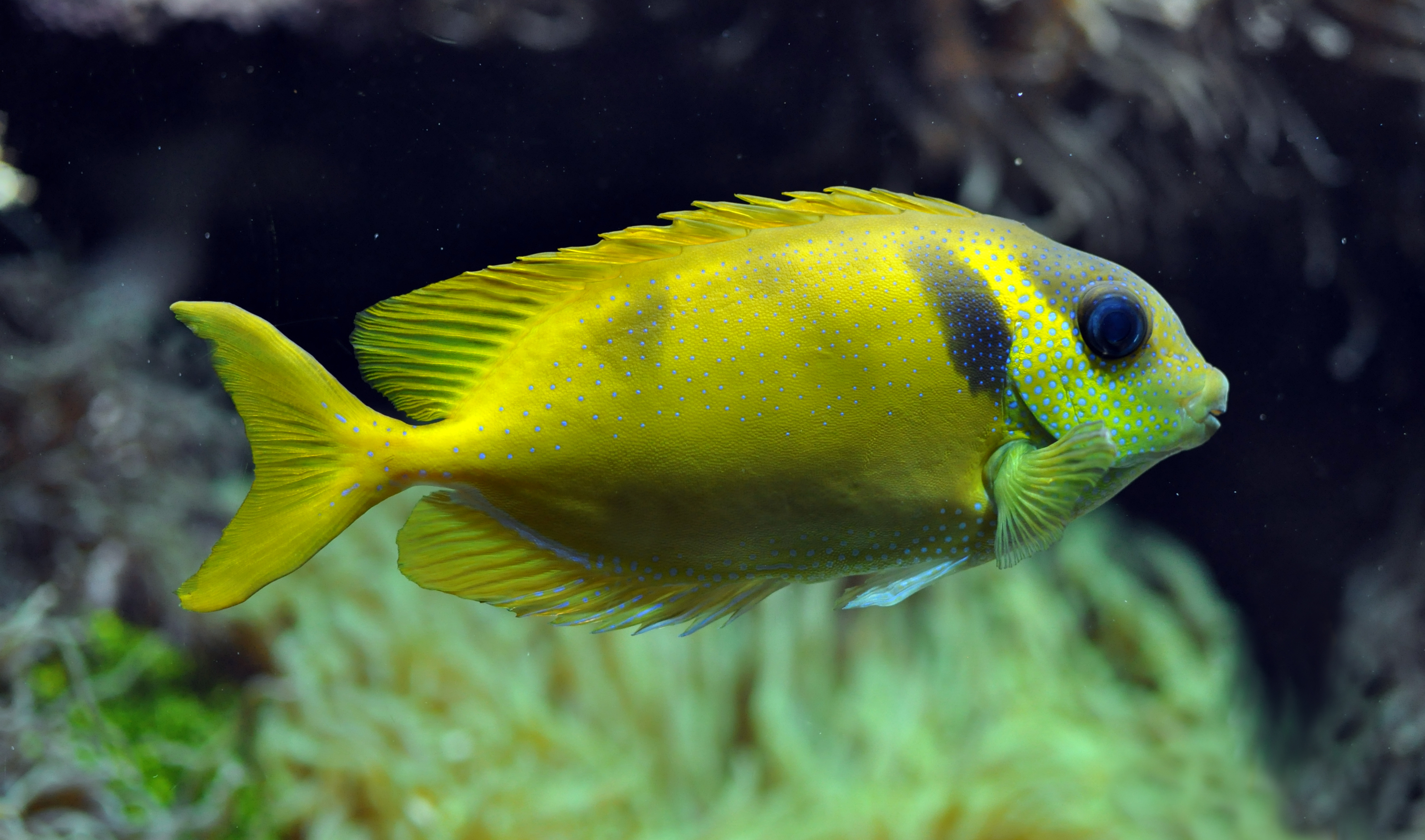
Siganus corallinus (Siganidae)
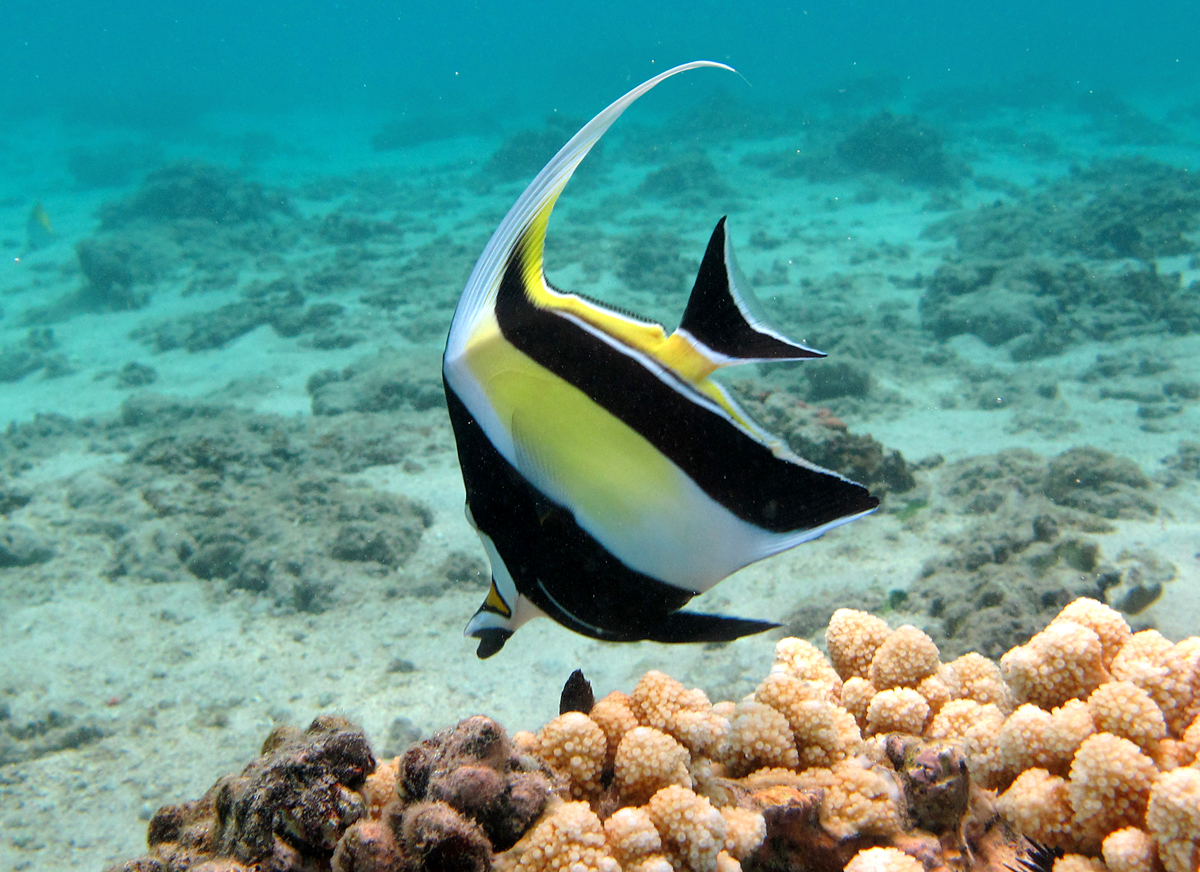
Zanclus cornutus (Zanclidae)